# Pollock (film)
A Pollock 2000-ben bemutatott amerikai életrajzi filmdráma, amelyet Ed Harris rendezett. A produkció főbb szerepeiben Harris, Marcia Gay Harden és Jennifer Connelly. 2000. szeptember 6-án mutatták be először a Velencei Nemzetközi Filmfesztiválon. Az Egyesült Államokban 2000. december 15-től vetítették a mozikban. Magyarországon televízión jelent meg 2006. október 9-én.
A produkciót két Oscar-díjra jelölték a 73. díjkiosztón, amelyből a legjobb női mellékszereplőnek járó szobrocskát nyerte el.

## Cselekmény
Az 1940-es években az absztrakt expresszionista festő, Jackson Pollock festményeket állít ki alkalmi csoportos művészeti kiállításokon. Pollock testvérével, Sande-dal és sógornőjével, Arloie-val él egy aprócska New York-i lakásban. Mivel Arloie kisbabát vár, Pollock úgy dönt, hogy elköltözik. Nem sokkal később Pollock megismerkedik Lee Krasner festőművésszel, és érdeklődést mutat iránta. Később megtudja, hogy a bátyja munkát vállalt Connecticutban, ahol katonai vitorlázórepülőket épít, hogy elkerülje a behívót.
Az alkoholizmussal küszködő Pollockot Lee szárnya alá veszi, és a menedzsere lesz. Egy nap Pollockot meglátogatják régi barátai, Reuben Kadish és Howard Putzel, akik a gazdag műgyűjtő Peggy Guggenheimnek dolgoznak. Miután Guggenheim megnézi a munkáit, szerződést kap, hogy kiállítsa a festményeit, valamint megbízást kap egy falfestmény megfestésére a New York-i városi háza bejáratában. Pollock első kiállítása nem vonz vevőket. Egy szilveszteri parti után a részeg Pollock majdnem lefekszik Peggyvel. Ezután újabb kábulatba esik, amikor megtudja, hogy Putzel meghalt.
Pollock és Lee összeházasodnak, majd Long Islandre költöznek. Egy Peggynél tartott összejövetel során Pollock elutasítja Clement Greenberg műkritikus megjegyzéseit, és nem hajlandó változtatni a festészeti stílusán, hogy piacképesebb legyen. Pollock festményei nem fogynak, de Clement biztosítja őt, hogy ez meg fog változni, miután a Life magazinban megjelenik egy róla szóló cikk és a közelgő kiállítása.
Pollock és Lee kapcsolata megromlik, miután a férfi nyíltan flörtöl egy másik nővel. Közben Pollock, hogy több jövedelemhez jusson, különböző foglalkozásokkal próbálkozik, de alkoholizmusa miatt kudarcot vall. Később Hans Namuth operatőr filmet készít Pollockról festés közben, bár Namuth jelenléte zavarja spontán munkáját. Pollock, aki megpróbál leszokni az alkoholról, a visszaesés után véletlenül tönkreteszi a hálaadási vacsorát.
Öt évvel a kiállítás után Clement elmondja Pollocknak, hogy a Partisan Review a művész Clyfford Stillt favorizálja, mondván, hogy az ő eredeti technikája lehet a modern művészet következő iránya, amit Pollock nagyon rossz néven vesz. Ekkorra Pollock és Lee házassága még feszültebbé válik, mivel a nő nem hajlandó gyermeket szülni, ezért a férfi viszonyt kezd a tinédzser absztrakt művésznővel, Ruth Kligmannal.
1956-ban a részeg Pollock összetöri az autóját, a balesetben életét veszti ő és Ruth barátnője, Ruth pedig súlyosan megsérül. Lee Krasner Pollock halála után soha nem megy újra férjhez.

## Szereplők
| Szerep              | Színész           | Magyar hangja   |
| ------------------- | ----------------- | --------------- |
| Jackson Pollock     | Ed Harris         | Dörner György   |
| Lee Krasner         | Marcia Gay Harden | Nyakó Júlia     |
| Dan Miller          | Tom Bower         | Tolnai Miklós   |
| Ruth Kligman        | Jennifer Connelly | Ruttkay Laura   |
| Howard Putzel       | Bud Cort          | Pathó István    |
| Tony Smith          | John Heard        | Konrád Antal    |
| Willem DeKooning    | Val Kilmer        | Kamarás Iván    |
| Sande Pollock       | Robert Knott      | Fazekas István  |
| Charles Pollock     | David Leary       | Kajtár Róbert   |
| Peggy Guggenheim    | Amy Madigan       | Kiss Mari       |
| Edith Metzger       | Sally Murphy      | Roatis Andrea   |
| Arloie Pollock      | Molly Regan       | Báthory Orsolya |
| Helen Frankenthaler | Stephanie Seymour | n.a             |
| Reuben Kadish       | Matthew Sussman   | Dévai Balázs    |
| Clement Greenberg   | Jeffrey Tambor    | Izsóf Vilmos    |
| Stella Pollock      | Sada Thompson     | Bókai Mária     |
| Hans Namuth         | Norbert Weisser   | Farkas Tamás    |

## Fogadtatás

### Kritikai visszhang
A film jó értékeléseket kapott a filmkritikusoktól. A Rotten Tomatoeson 80%-os minősítést ért el 110 értékelés alapján, az összefoglaló szerint: „Bár Pollock nem igazán enged bepillantást a közönségnek a festő személyiségébe, de erőteljesen ábrázolja az alkotói folyamatot. Harris beleveti magát a szerepbe, és lenyűgöző alakítást nyújt.” Jay Carr a Boston Globe-tól azt írta: „Akárcsak témája, a Pollock is egy zűrös alkotás, de a mély elkötelezettség és a magas szintű támadás a pályán tartja.” Roger Ebert úgy vélte: „Harris mindig jó színész, de itt úgy tűnik, mintha megszállták volna, mintha megugrott volna az empátia Pollock iránt.” Michael Wilmington a Chicago Tribune-től azt írta: „Ez egy hevesen koncentrált munka, teljesen elkötelezett, komoran igaz.”
A MetaCriticen 77 pontot kapott a 100-ból 31 vélemény alapján. A Varietyn megjelent értékelés szerint: „A filmet a csendes, intelligens, csodálatosan visszafogott megközelítés, valamint Harris és Marcia Gay Harden két remekül kidolgozott alakítása jellemzi a főszerepekben.” Bill Gallo a Dallas Observertől azt írta: „Megfelelően szórakoztató – és időnként nagyon megható – film.”

### Bevételi adatok
A Box Office Mojo szerint a film 10,5 millió dolláros bevételt ért el, a költségvetésről nincs adat.

### Fontosabb díjak és jelölések
| Esemény                           | Díj             | Kategória                                      | Eredmény |
| --------------------------------- | --------------- | ---------------------------------------------- | -------- |
| Velencei Nemzetközi Filmfesztivál | Az év oroszlána | Cinema of the Present                          | Jelölve  |
| 73. Oscar-gála                    | Oscar-díj       | Legjobb férfi főszereplő – Ed Harris           | Jelölve  |
| 73. Oscar-gála                    | Oscar-díj       | Legjobb női mellékszereplő – Marcia Gay Harden | Elnyerte |